# Байлар (деревня)
 Байлар  — деревня в Альметьевском районе Татарстана. Входит в состав Старомихайловского сельского поселения.

## География
Находится в юго-восточной части Татарстана на расстоянии приблизительно 17 км по прямой на северо-восток от районного центра города Альметьевск.

## История
Основана в 1924 году.

## Население
Постоянных жителей было: в 1926 — 70, в 1938 — 99, в 1958 — 68, в 1970 — 63, в 1979 — 34, в 1989 — 12, в 2002 — 5 (татары 100 %), 10 в 2010.